# Stary Sławoszew
Stary Sławoszew – wieś w Polsce położona w województwie łódzkim, w powiecie łęczyckim, w gminie Daszyna.
W latach 1975–1998 miejscowość administracyjnie należała do województwa płockiego. Według Narodowego Spisu Powszechnego Ludności i Mieszkań z roku 2011 liczba ludności wynosi 170 osób.
Wierni Kościoła rzymskokatolickiego należą do parafii św. Jana Chrzciciela w Mazewie, a wierni Kościoła Starokatolickiego Mariawitów do parafii św. Mateusza Apostoła i Ewangelisty i św. Rocha Wyznawcy w Nowej Sobótce. 

## Zabytki
Według rejestru zabytków Narodowego Instytutu Dziedzictwa na listę zabytków wpisane są obiekty:
- kaplica pw. Wniebowzięcia NMP, drewniany, nr rej.: 407-V-19 z 25.03.1949 oraz 84 z 9.08.1967
- dwór, 1864, nr rej.: 530 z 9.08.1967